# توزیع آرگوس
توزیع آرگوس در فیزیک بر پایه آزمایشی در فیزیک ذرات به همین نام ایجاد شد. تابع تجمعی این توزیع به صورت زیر است:
{\displaystyle f(x)=x\cdot {\sqrt {1-\left({\frac {x}{c}}\right)^{2}}}\exp \left\{-\chi \cdot \left(1-\left({\frac {x}{c}}\right)^{2}\right)\right\}{\text{ for }}x>0.}
یا
{\displaystyle f(x)=x\cdot \left[1-\left({\frac {x}{c}}\right)^{2}\right]^{p}\exp \left\{-\chi \cdot \left(1-\left({\frac {x}{c}}\right)^{2}\right)\right\}}
که در آن پارامترهای c، χ، p نشان‌دهنده برش، انحنا و توان است.